# Адміністративний устрій Немирівського району
Адміністративний устрій Немирівського району — адміністративно-територіальний поділ Немирівського району Вінницької області на 1 міську громаду, 2 селищні громади, 3 сільські громади та 21 сільські ради, які об'єднують 95 населених пунктів та підпорядковані Немирівській районній раді. Адміністративний центр — місто Немирів.

## Список громад Немирівського району
| № | Назва                          | Центр          | Населені пункти | Площа км² | Місце за площею | Населення (2015), осіб | Місце за населенням |
| - | ------------------------------ | -------------- | --- | --------- | --------------- | ---------------------- | ------------------- |
| 1 | Брацлавська селищна громада    | смт Брацлав    | смт Брацлав с. Грабовець с. Гранітне с. Монастирське с. Сорокодуби с. Яструбиха                                                                                   |           |                 |                        |                     |
| 2 | Ковалівська сільська громада   | с. Ковалівка   | с. Ковалівка с. Воловодівка с. Головеньки с. Межигірка с. Обідне с. Потоки с. Сподахи с-ще Шевченка                                                               |           |                 | 5278                   |                     |
| 3 | Мельниківська сільська громада | с. Мельниківці | с. Мельниківці с. Ометинці с. Червоне |           |                 | 1512                   |                     |
| 4 | Немирівська міська громада     | м. Немирів     | м. Немирів с. Байраківка с. Глинянець с. Гостинне с. Гунька с. Дубмаслівка с. Козаківка с. Лука с. Медвежа с. Никифорівці с. Стрільчинці с. Супрунівка с. Язвинки |           |                 | 16568                  |                     |
| 5 | Райгородська сільська громада  | с. Райгород    | с. Райгород с. Городниця с-ще Коржів с. Коржівка с. Мар'янівка с. Нижча Кропивна с. Нові Обиходи с. Салинці с. Самчинці с. Семенки с. Слобідка                    |           |                 | 3022                   |                     |
| 6 | Ситковецька селищна громада    | смт Ситківці   | смт Ситківці с. Вища Кропивна с. Гута |           |                 | 3109                   |                     |

## Список радНемирівського району
| №  | Назва                         | Центр             | Населені пункти                                                         | Площа км² | Місце за площею | Населення (2001), чол. | Місце за населенням |
| -- | ----------------------------- | ----------------- | ----------------------------------------------------------------------- | --------- | --------------- | ---------------------- | ------------------- |
| 1  | Боблівська сільська рада      | с. Боблів         | с. Боблів                                                               |           |                 |                        |                     |
| 2  | Бондурівська сільська рада    | с. Бондурівка     | с. Бондурівка с. Мар'янівка                                             |           |                 |                        |                     |
| 3  | Бугаківська сільська рада     | с. Бугаків        | с. Бугаків                                                              |           |                 |                        |                     |
| 4  | Великобушинська сільська рада | с. Велика Бушинка | с. Велика Бушинка с. Березівка                                          |           |                 |                        |                     |
| 5  | Вишковецька сільська рада     | с. Вишківці       | с. Вишківці с. Вигнанка с. Забужжя                                      |           |                 |                        |                     |
| 6  | Вовчоцька сільська рада       | с. Вовчок         | с. Вовчок с. Довжок                                                     |           |                 |                        |                     |
| 7  | Воробіївська сільська рада    | с. Воробіївка     | с. Воробіївка с. Нова Миколаївка                                        |           |                 |                        |                     |
| 8  | Гриненківська сільська рада   | с. Гриненки       | с. Гриненки                                                             |           |                 |                        |                     |
| 9  | Джуринецька сільська рада     | с. Джуринці       | с. Джуринці                                                             |           |                 |                        |                     |
| 10 | Зарудинецька сільська рада    | с. Зарудинці      | с. Зарудинці с. Вовчок с. Зеленянка с. Йосипенки с-ще Кароліна с. Озеро |           |                 |                        |                     |
| 11 | Зяньковецька сільська рада    | с. Зяньківці      | с. Зяньківці с. Анциполівка                                             |           |                 |                        |                     |
| 12 | Криковецька сільська рада     | с. Криківці       | с. Криківці с. Будки с. Данилки с. Сорокотяжинці                        |           |                 |                        |                     |
| 13 | Кудлаївська сільська рада     | с. Кудлаї         | с. Кудлаї с. Дубовець с. Чаульське                                      |           |                 |                        |                     |
| 14 | Муховецька сільська рада      | с. Мухівці        | с. Мухівці с. Мала Бушинка с. Шолудьки                                  |           |                 |                        |                     |
| 15 | Новоселівська сільська рада   | с. Новоселівка    | с. Новоселівка с. Глинське                                              |           |                 |                        |                     |
| 16 | Подільська сільська рада      | с. Подільське     | с. Подільське с. Коровайна с. Монастирок с. Сажки с. Селевинці          |           |                 |                        |                     |
| 17 | Рубанська сільська рада       | с. Рубань         | с. Рубань                                                               |           |                 |                        |                     |
| 18 | Скрицька сільська рада        | с. Скрицьке       | с. Скрицьке с. Шура                                                     |           |                 |                        |                     |
| 19 | Сокілецька сільська рада      | с. Сокілець       | с. Сокілець с. Гвоздів с. Олексіївка                                    |           |                 |                        |                     |
| 20 | Чуківська сільська рада       | с. Чуків          | с. Чуків с. Остапківці с. Перепеличчя                                   |           |                 |                        |                     |
| 21 | Юрковецька сільська рада      | с. Юрківці        | с. Юрківці с. Рубіжне                                                   |           |                 |                        |                     |

Скорочення: м. — місто, с. — село, смт — селище міського типу, с-ще — селище